# Гвіздів
Гві́здів — село у складі Корецької міської громади Рівненського району Рівненської області. Населення — 1 особа його звати Галавур Володимир Олегович . Колишній центр Гвіздівської сільської ради.
У селі діють загальноосвітня школа I—II ступенів, клуб, публічно-шкільна бібліотека, фельдшерсько-акушерський пункт, Свято-Іллінська церква, церква євангельських християн-баптистів, археологічна пам'ятка «Козацькі могили».

## Географія
Село розташоване на лівому березі річки Корчик. На північний схід від села розташована комплексна пам'ятка природи — «Корецькомонастирська».

## Історія
Перша згадка — 1629 рік. У 1906 році село Корецької волості Новоград-Волинського повіту Волинської губернії. Відстань від повітового міста 31 верст. Дворів 139, мешканців 974.